# Cleopatrick
Cleopatrick (estilizado cleopatrick ) es un dúo de Hard Rock Canadiense formado por Luke Gruntz (Vocalista y guitarra) y Ian Fraser (Batería) con sede en Cobourg, Ontario, Canadá. Tienen su propio sello discográfico llamado Nowhere Special Recordings.

## Antecedentes
Los amigos de la infancia Ian Fraser y Luke Gruntz crecieron en Cobourg, Ontario habían sido amigos desde los 4 años y comenzaron a interesarse por la música alrededor de los 8 años cuando escucharon por primera vez AC/DC. Más tarde, en su adolescencia, comenzaron a grabar su propia música.
Su EP debut, titulado '"14"', fue lanzado el 14 de febrero de 2016, aunque comenzaron a ganar popularidad con el sencillo "Hometown". Lanzado en 2017, alcanzó el puesto número 6 en las listas de rock de EE. UU. Su segundo EP, "The Boys", fue lanzado el 29 de junio de 2018.
El primer festival de música de la banda fue la entrega de 2018 de Lollapalooza en Chicago, y en 2019 continuaron tocando en diversos festivales, incluido en el 2000 Trees Festival en Inglaterra y el Shaky Knees Music Festival en Atlanta, en marzo de 2019 se lanzó un single "Sanjake".
La banda también ha señalado a AC/DC, Highly Suspect, Zig Mentality y Ready The Prince como sus mayores influencias musicales, junto con los estilos y la toma de riesgos musicales asociados con el hip hop moderno.

## Discografía
Álbumes de estudio
- "Bummer" (2021)

EPs
- "14" (2016)
- The Boys  (2018)

Singles
- "hometown" (2017) – Núm. 10 Mainstream Rock Songs[2]
- "bernard trigger" (2018)
- "daphne did it"/ "The Depths" (2018)
- "youth" (2018)
- "sanjake" (2019)
- "good grief" (2020)

Vídeos musicales
- "city kids" (2017) Dirigió por Medios de comunicación Fuertes[3]
- "hometown" (2017) Dirigido por Kurtis Watson[4]
- "daphne did it" (2018) Dirigido por Mark Boucher[5]
- "Sanjake" (2019)
- "Hometown" (2020) Dirigida por Cleopatrick & Mika Matinazad[6]
- "good grief" (2020) Dirigida por Cleopatrick[7]

## Miembros
- Ian Fraser[8]
- Luke Gruntz